# 仁科加速器科学研究センター
仁科加速器科学研究センター（にしなかそくきかがくけんきゅうセンター）は、国立研究開発法人理化学研究所の研究拠点のひとつ。2006年4月に仁科加速器研究センターとして開設され、2018年4月に改称された。センターの名称は、理化学研究所で日本初のサイクロトロン建設を主導した仁科芳雄に由来する。所在地は埼玉県和光市。

## 前史
日本では1936年に大阪帝国大学でサイクロトロンの建設が始まった。1937年に理化学研究所の仁科芳雄が主導して日本初の26インチ小サイクロトロンが完成した後、少し遅れて大阪帝国大学でも24インチ小サイクロトロンが完成し、1944年に理化学研究所にて200トンの大サイクロトロンが完成した。第二次世界大戦前から戦中にかけて日本国内に設置されたサイクロトロンは理化学研究所に大小2台、大阪大学に1台、京都大学に1台（建設中）あったが、戦後にはGHQによって破壊された。大阪大学に設置されていたサイクロトロンは1台だったが、ベータ線スペクトロメータ用の磁石をサイクロトロンと誤解され、破壊された。この破壊行為がアメリカの物理学者たちの批判を浴びた後、1951年5月に来日したアーネスト・ローレンスはこれらのサイクロトロンの再建を促した。

## 拠点
- RIビームファクトリー - 埼玉県和光市。
- 理研BNL研究センター - アメリカブルックヘブン国立研究所内。
- 理研RAL支所 - イギリスラザフォードアップルトン研究所内。

## RIビームファクトリー

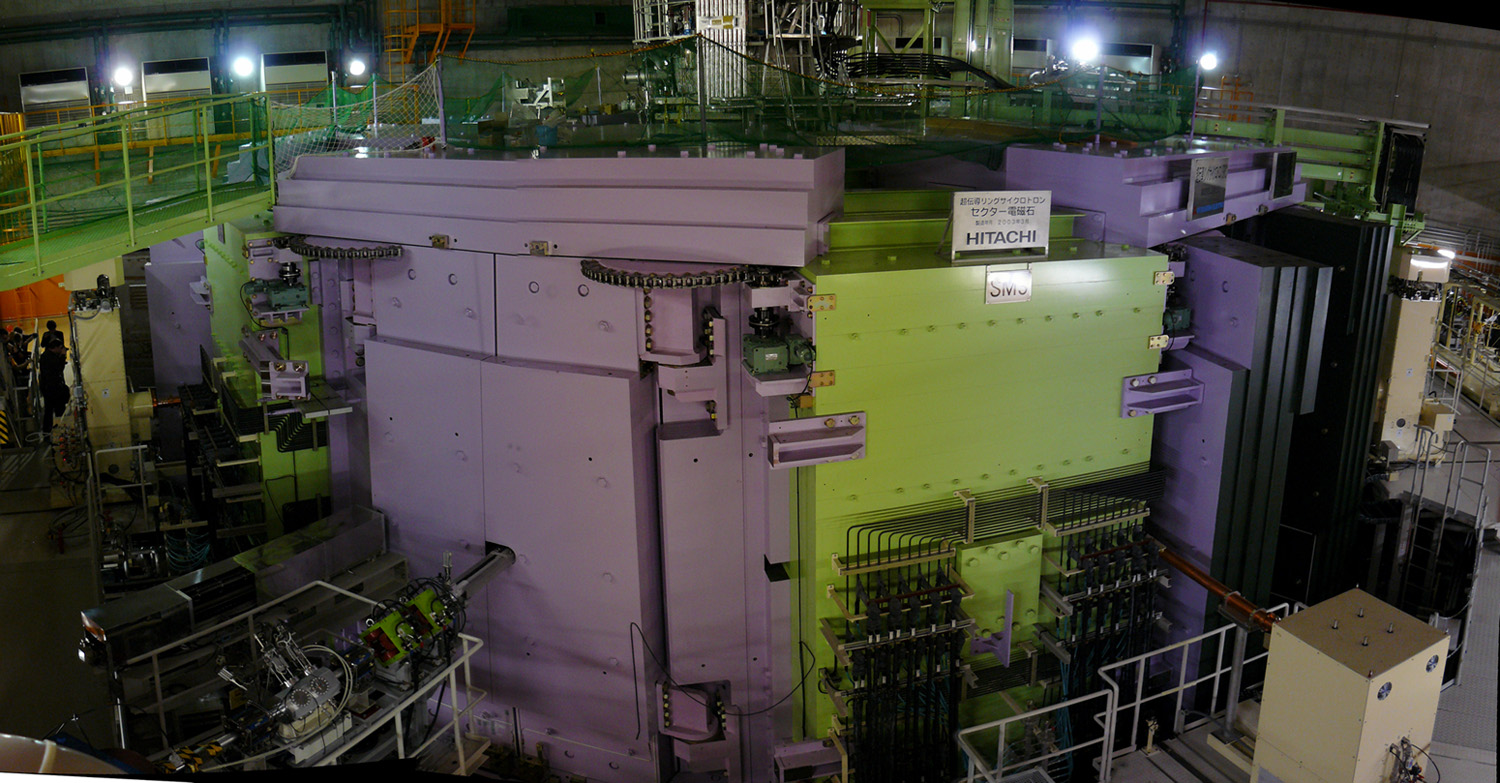
RIBFの最終段加速器、超伝導リングサイクロトロン(SRC)

理化学研究所で、1997年（平成9年）度から既存設備に増設し全RIビームを種類と強度において当時の水準を遥かに凌ぐ性能で発生させる重イオン加速器施設が整備が始まった。
仁科加速器研究センターで建設が進められ、2006年12月にファーストビームの取り出しに成功した。
RIビームファクトリー(RIBF)は、自然界には存在しない中性子の多い原子核中性子過剰核や、陽子の多い原子核陽子過剰核を加速器を用いて人工的に大量に生成して、原子核物理学、宇宙の元素合成の解明、超重元素の探査から、産業界へ応用まで幅広く研究開発を推進する施設。RIビームは、加速器を用いて、重イオンビームを高速に加速し、これを標的核に衝突させ核破砕反応を用いて生成する。同時に沢山の種類の不安定核が生成されるので、その後特定の核種を選別するため、複数の加速器とともに、2次ビーム分離装置BigRIPSから構成される。新元素ニホニウムの発見も行なわれ、周期表に新たに日本で発見された原子核が加わった。
海外の同様の施設としては、ドイツの重イオン研究所のFAIR、米国ミシガン州立大学の現行施設のNSCL及び、建設中のFRIB、フランスのGANILの現行施設のSPIRALと建設計画中のSPIRAL2などがある。

### 施設の構成
RILAC 入射用線形加速器
ここから気体充填型反跳分離器GARISに入射することでニホニウムが発見された。
RILAC2 固定周波数入射専用線形加速器
これにより、RILAC2利用中は単独運転で超重元素探索等のためにRILACを使えるようになった。
RRC 理研リングサイクロトロン
1986年に稼働開始した、RIビームファクトリーでは最古のリングサイクロトロン。連合国軍に東京湾に沈められた初代サイクロトロンから数えて5代目にあたる。
fRC 固定加速周波数型リングサイクロトロン
ウランビーム加速のために利用される
IRC 中間段リングサイクロトロン
ここで加速し超伝導リングサイクロトロンに送り込む他RIPSにビームを送ることが出来る
SRC 超伝導リングサイクロトロン
最終段加速器でここからBigRIPSにビームが送られる。
AVFサイクロトロン
線形加速器の代わりに初段の加速を行うサイクロトロン
RIPS RIken Projectile-fragment Separator
整備前から存在するインフライト型RIビーム分離装置
BigRIPS
強力なインフライト型RIビーム分離装置